# 同慶地輿志
『同慶地輿志』（どうけいちよし、ベトナム語：Đồng Khánh địa dư chí / 同慶地輿志）は、阮朝時代に作成されたベトナムの官製地理書。『皇越一統輿地志』、『大南一統志』と並ぶ阮朝三大官製地理書の一つである。

## 概要
『同慶地輿志』は阮朝の同慶年間に編纂された。当時の阮朝は戦火にまみれフランスの植民地となり、『大南一統志』の最新の稿本は刊行されないまま咸宜元年（1885年）の勤王運動中に失われた状態であった。嗣徳18年（1865年）に最初の稿本が刊行された。

## 内容
承天府（フエ）に加えてベトナム北部・中部の24省が編集され、各省一巻（全25巻）から構成される。